# Sarkotesta

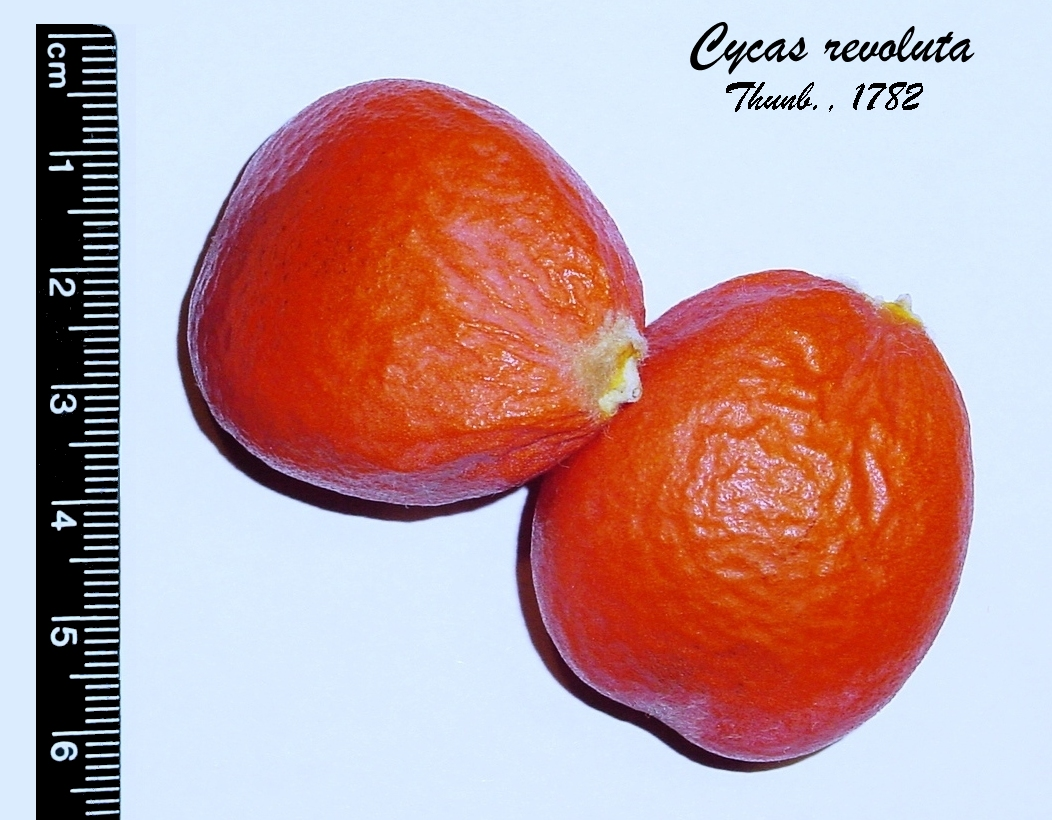
obal semen cykasu japonského je jasně červený

Sarkotesta (en: sarcotesta) je měkký obal u semen některých nahosemenných rostlin (především cykasů, jinanu ale i dalších). Pod touto vrstvou je obvykle tvrdá sklerotesta (obdoba pecky), vrstva, která leží přímo v kontaktu se semenem. Některé druhy semen cykasů mají mezi sarkotestou a sklerotestou ještě třetí vrstvu, která pravděpodobně slouží k zadržování vody.
  
V případě řady cykasů je obal semene (sarkotesta) jasně zbarven. Může sloužit jako potrava zvířat. Sarkotesta u zralých semen jinanu silně zapáchá.